# Marele Premiu de la Ciudad de México din 2024
Marele Premiu de la Ciudad de México din 2024 (cunoscut oficial ca Formula 1 Gran Premio de la Ciudad de México 2024) a fost o cursă auto de Formula 1 ce s-a desfășurat pe 27 octombrie 2024 pe Autódromo Hermanos Rodríguez din Ciudad de México, Mexic. Cursa a fost cea de-a douăzecea etapă a Campionatului Mondial de Formula 1 FIA din 2024.
Carlos Sainz Jr. de la Ferrari a obținut pole position-ul și a câștigat cursa în fața lui Lando Norris de la McLaren și a coechipierului său Charles Leclerc.

## Context
Furnizorul de anvelope Pirelli a adus compușii de anvelope C3, C4 și C5 (denumiți duri, medii și, respectiv, moi) pentru ca echipele să le folosească la eveniment.
Zona DRS de la intrarea în virajul 1 a fost scurtată cu 75 de metri.

## Calificări
Calificările au avut loc pe 26 octombrie 2024, începând cu ora locală 15:00 CST (UTC-6), ora 00:00 27 octombrie 2024 EEST.
| Poz.                  | Nr. | Pilot            | Constructor                  | Timpi calificări | Timpi calificări | Timpi calificări | Grila finală |
| Poz.                  | Nr. | Pilot            | Constructor                  | Q1               | Q2               | Q3               | Grila finală |
| --------------------- | --- | ---------------- | ---------------------------- | ---------------- | ---------------- | ---------------- | ------------ |
| 1                     | 55  | Carlos Sainz Jr. | Ferrari                      | 1:16,778         | 1:16,515         | 1:15,946         | 1            |
| 2                     | 1   | Max Verstappen   | Red Bull Racing-Honda RBPT   | 1:16,803         | 1:16,514         | 1:16,171         | 2            |
| 3                     | 4   | Lando Norris     | McLaren-Mercedes             | 1:16,505         | 1:16,301         | 1:16,260         | 3            |
| 4                     | 16  | Charles Leclerc  | Ferrari                      | 1:16,972         | 1:16,641         | 1:16,265         | 4            |
| 5                     | 63  | George Russell   | Mercedes                     | 1:17,194         | 1:16,937         | 1:16,356         | 5            |
| 6                     | 44  | Lewis Hamilton   | Mercedes                     | 1:17,306         | 1:16,973         | 1:16,651         | 6            |
| 7                     | 20  | Kevin Magnussen  | Haas-Ferrari                 | 1:17,125         | 1:17,003         | 1:16,886         | 7            |
| 8                     | 10  | Pierre Gasly     | Alpine-Renault               | 1:17,149         | 1:17,048         | 1:16,892         | 8            |
| 9                     | 23  | Alexander Albon  | Williams-Mercedes            | 1:17,189         | 1:16,988         | 1:17,065         | 9            |
| 10                    | 27  | Nico Hülkenberg  | Haas-Ferrari                 | 1:17,186         | 1:16,995         | 1:17,365         | 10           |
| 11                    | 22  | Yuki Tsunoda     | RB-Honda RBPT                | 1:17,182         | 1:17,129         | N/A              | 11           |
| 12                    | 30  | Liam Lawson      | RB-Honda RBPT                | 1:17,380         | 1:17,162         | N/A              | 12           |
| 13                    | 14  | Fernando Alonso  | Aston Martin Aramco-Mercedes | 1:17,307         | 1:17,168         | N/A              | 13           |
| 14                    | 18  | Lance Stroll     | Aston Martin Aramco-Mercedes | 1:17,407         | 1:17,294         | N/A              | 14           |
| 15                    | 77  | Valtteri Bottas  | Kick Sauber-Ferrari          | 1:17,393         | 1:17,817         | N/A              | 15           |
| 16                    | 43  | Franco Colapinto | Williams-Mercedes            | 1:17,558         | N/A              | N/A              | 16           |
| 17                    | 81  | Oscar Piastri    | McLaren-Mercedes             | 1:17,597         | N/A              | N/A              | 17           |
| 18                    | 11  | Sergio Pérez     | Red Bull Racing-Honda RBPT   | 1:17,611         | N/A              | N/A              | 18           |
| 19                    | 31  | Esteban Ocon     | Alpine-Renault               | 1:17,617         | N/A              | N/A              | LB           |
| 20                    | 24  | Zhou Guanyu      | Kick Sauber-Ferrari          | 1:18,072         | N/A              | N/A              | 19           |
| Regula 107%: 1:21,860 |     |                  |                              |                  |                  |                  |              |
| Sursa:                |     |                  |                              |                  |                  |                  |              |

Note
- ^1 – Esteban Ocon s-a calificat pe locul 19, dar a fost nevoit să înceapă cursa de la boxe pentru înlocuirea elementelor unității de putere fără aprobarea delegatului tehnic în timpul parc fermé.[5]

## Cursa
Cursa a avut loc pe 27 octombrie 2024, începând cu ora locală 14:00 CST (UTC-6), ora 22:00 EET, și a durat 71 de tururi.
| Poz.                                                               | Nr. | Pilot            | Constructor                  | Tururi | Timp/Abandon | Grilă | Puncte |
| ------------------------------------------------------------------ | --- | ---------------- | ---------------------------- | ------ | ------------ | ----- | ------ |
| 1                                                                  | 55  | Carlos Sainz Jr. | Ferrari                      | 71     | 1:40:55,800  | 1     | 25     |
| 2                                                                  | 4   | Lando Norris     | McLaren-Mercedes             | 71     | +4,705       | 3     | 18     |
| 3                                                                  | 16  | Charles Leclerc  | Ferrari                      | 71     | +34,387      | 4     | 16     |
| 4                                                                  | 44  | Lewis Hamilton   | Mercedes                     | 71     | +44,780      | 6     | 12     |
| 5                                                                  | 63  | George Russell   | Mercedes                     | 71     | +48,536      | 5     | 10     |
| 6                                                                  | 1   | Max Verstappen   | Red Bull Racing-Honda RBPT   | 71     | +59,558      | 2     | 8      |
| 7                                                                  | 20  | Kevin Magnussen  | Haas-Ferrari                 | 71     | +1:03,642    | 7     | 6      |
| 8                                                                  | 81  | Oscar Piastri    | McLaren-Mercedes             | 71     | +1:04,928    | 17    | 4      |
| 9                                                                  | 27  | Nico Hülkenberg  | Haas-Ferrari                 | 70     | +1 tur       | 10    | 2      |
| 10                                                                 | 10  | Pierre Gasly     | Alpine-Renault               | 70     | +1 tur       | 8     | 1      |
| 11                                                                 | 18  | Lance Stroll     | Aston Martin Aramco-Mercedes | 70     | +1 tur       | 14    |        |
| 12                                                                 | 43  | Franco Colapinto | Williams-Mercedes            | 70     | +1 tur       | 16    |        |
| 13                                                                 | 31  | Esteban Ocon     | Alpine-Renault               | 70     | +1 tur       | LB    |        |
| 14                                                                 | 77  | Valtteri Bottas  | Kick Sauber-Ferrari          | 70     | +1 tur       | 15    |        |
| 15                                                                 | 24  | Zhou Guanyu      | Kick Sauber-Ferrari          | 70     | +1 tur       | 19    |        |
| 16                                                                 | 30  | Liam Lawson      | RB-Honda RBPT                | 70     | +1 tur       | 12    |        |
| 17                                                                 | 11  | Sergio Pérez     | Red Bull Racing-Honda RBPT   | 70     | +1 tur       | 18    |        |
| Ab                                                                 | 14  | Fernando Alonso  | Aston Martin Aramco-Mercedes | 15     | Frâne        | 13    |        |
| Ab                                                                 | 23  | Alexander Albon  | Williams-Mercedes            | 0      | Coliziune    | 9     |        |
| Ab                                                                 | 22  | Yuki Tsunoda     | RB-Honda RBPT                | 0      | Coliziune    | 11    |        |
| Cel mai rapid tur: Charles Leclerc (Ferrari) – 1:18,336 (turul 71) |     |                  |                              |        |              |       |        |
| Sursa:                                                             |     |                  |                              |        |              |       |        |

Note
- ^1 – Include un punct pentru cel mai rapid tur.[7]
- ^2 – Franco Colapinto a primit o penalizare de timp de zece secunde pentru că a provocat o coliziune cu Liam Lawson. Poziția sa finală nu a fost afectată de penalizare.[9]

## Clasamentele campionatelor după cursă
|        | Poz. | Pilot            | Pct. |
| ------ | ---- | ---------------- | ---- |
|        | 1    | Max Verstappen   | 362  |
|        | 2    | Lando Norris     | 315  |
|        | 3    | Charles Leclerc  | 291  |
|        | 4    | Oscar Piastri    | 251  |
|        | 5    | Carlos Sainz Jr. | 240  |
| Sursa: |      |                  |      |

|        | Poz. | Constructor                  | Pct. |
| ------ | ---- | ---------------------------- | ---- |
|        | 1    | McLaren-Mercedes             | 566  |
| 1      | 2    | Ferrari                      | 537  |
| 1      | 3    | Red Bull Racing-Honda RBPT   | 512  |
|        | 4    | Mercedes                     | 366  |
|        | 5    | Aston Martin Aramco-Mercedes | 86   |
| Sursa: |      |                              |      |

- Notă: Doar primele cinci locuri sunt prezentate în ambele clasamente.
- Textul îngroșat indică concurenții care mai aveau șansa teoretică de a deveni Campion Mondial.